# Love and Marriage
Love and Marriage è un brano musicale del 1955 composto da Jimmy Van Heusen (musica) e Sammy Cahn (testo), reso celebre da Frank Sinatra.

## Il brano
Love and Marriage venne presentata per la prima volta da Frank Sinatra nel 1955 all'interno del programma televisivo Our Town di Thornton Wilder. Sinatra registrò due versioni della canzone. La prima fu incisa agli studi della Capitol Records il 15 agosto 1955, e pubblicata nell'album This Is Sinatra! del 1956, divenne un grosso successo di classifica. La seconda versione venne incisa per la Reprise Records ed inserita nell'album A Man and His Music del 1965. La versione della Capitol fu utilizzata come sigla della sitcom Sposati... con figli nel periodo 1987-97.
Sebbene entrambe le versioni siano state arrangiate da Nelson Riddle, sussistono alcune lievi differenze tra le due versioni. Per esempio:
- Nella versione della Capitol, la prima strofa della canzone è: «Love and marriage. Love and marriage go together like a horse and carriage».[5] Nella versione della Reprise, invece: «Love and marriage.  Love and marriage.  They go together like a horse and carriage».
- La versione Capitol include un crescendo strumentale che in seguito verrà utilizzato nella sigla di coda di Sposati... con figli. Tale passaggio strumentale è assente dalla versione Reprise.
- Nella versione Reprise, Sinatra termina il brano dicendo (non cantando): «No, sir». Il finale della versione Capitol consiste invece in una versione di Shave and a Haircut con il fagotto a suonare le ultime due note dell'assolo.

Nel 1956, Love and Marriage vinse il premio Emmy nella categoria "Best Musical Contribution from the Academy of Television Arts and Sciences".

## Cover
- Peggy Lee nel 1961.[6]
- Dinah Shore nel 1955.[7]
- Bing Crosby nel 1955.[8]
- Less Than Jake nel 2010.